# Драфт НФЛ 2023
Восемьдесят восьмой драфт Национальной футбольной лиги прошёл с 27 по 29 апреля 2023 года в Канзас-Сити в штате Миссури. Основные мероприятия прошли на территории, прилегающей к вокзалу Юнион-стейшн и комплексу Музея и мемориала Первой мировой войны.
Драфт состоял из семи раундов, клубами было выбрано 259 игроков. Право первого выбора впервые с 1947 года получил клуб «Чикаго Беарс», затем обменявший его в «Каролину Пэнтерс». Первым «Пэнтерс» выбрали квотербека Брайса Янга из Алабамского университета. Клуб «Майами Долфинс» был лишён права выбора в первом раунде за ведение переговоров с лицами, имевшими действующие контракты с другими организациями.

## Организация и мероприятия
Канзас-Сити был назван местом проведения 88-го драфта НФЛ 22 мая 2019 года. Город примет это событие впервые в истории. Основные мероприятия пройдут на территории, расположенной между вокзалом Юнион-стейшн и Музеем и мемориалом Первой мировой войны. В течение трёх дней будет работать тематический интерактивный парк NFL Draft Experience. Эта же площадка служила местом проведения чемпионского парада после победы «Канзас-Сити Чифс» в Супербоуле LIV. Президент Спортивной комиссии Канзас-Сити Кэти Нельсон назвала драфт одним из крупнейших событий в спортивной жизни города.
Церемония начнётся 27 апреля в 16:45 по местному времени с открытием красной ковровой дорожки. Перед началом процедуры драфта выступит певица Олета Адамс, национальный гимн исполнит Бриттни Спенсер. После окончания первого раунда состоится концерт группы Fall Out Boy.

## Трансляции
Трансляцию церемонии драфта в полном объёме проведут каналы NFL Network, ABC и ESPN (на английском и испанском языках), а также стриминговые сервисы YouTube TV, Hulu+ Live TV, Fubo TV и Sling TV. 

## Список выбранных игроков
Всего клубами лиги будет выбрано 259 игроков в семи раундах. Клуб «Майами Долфинс» был лишён права выбора в первом раунде за нарушение правил ведения переговоров с квотербеком Томом Брэди и тренером Шоном Пейтоном, имевшим действующие контракты с другими клубами. Первые восемнадцать выборов были распределены после окончания регулярного чемпионата 8 января 2023 года. Первый выбор, в третий раз в своей истории и впервые с 1947 года, получил клуб «Чикаго Беарс». Между клубами было распределено 37 компенсационных выборов, их обладатели были названы 9 марта. Наибольшее количество, семь, получили «Сан-Франциско Форти Найнерс». Порядок выборов на все раунды был опубликован лигой 10 марта.
Получившие право первого выбора «Чикаго Беарс» 10 марта 2023 года обменяли его в «Каролину Пэнтерс», получив четыре выбора на трёх ближайших драфтах и принимающего Ди Джея Мура.
| Цветовые обозначения |
| -------------------- |
| Участник Пробоула    |

Знаком «*» отмечены компенсационные выборы, в графе «Примечания» приведены данные об обменах выборами на драфте в случае их осуществления
| Раунд | Пик  | Команда                     | Игрок | Позиция | Колледж | Примечания |
| ----- | ---- | --------------------------- | --- | --- | --- | --- |
| 1     | 1    | Каролина Пэнтерс            | Брайс Янг | QB | Алабама | обмен с «Чикаго»                                                                                                 |
| 1     | 2    | Хьюстон Тексанс             | Си Джей Страуд                                                                                                   | QB | Огайо Стейт | |
| 1     | 3    | Хьюстон Тексанс             | Уилл Андерсон | LB | Алабама | обмен с «Аризоной»                                                                                               |
| 1     | 4    | Индианаполис Колтс          | Энтони Ричардсон                                                                                                 | QB | Флорида | |
| 1     | 5    | Сиэтл Сихокс                | Девон Уизерспун                                                                                                  | CB | Иллинойс | обмен с «Денвером»                                                                                               |
| 1     | 6    | Аризона Кардиналс           | Пэрис Джонсон | OT | Огайо Стейт | обмен с «Детройтом»                                                                                              |
| 1     | 7    | Лас-Вегас Рэйдерс           | Тайри Уилсон | DE | Техас Тек | |
| 1     | 8    | Атланта Фэлконс             | Бижан Робинсон                                                                                                   | RB | Техас | |
| 1     | 9    | Филадельфия Иглз            | Джейлен Картер                                                                                                   | DT | Джорджия | обмен с «Чикаго»                                                                                                 |
| 1     | 10   | Чикаго Беарс                | Дарнелл Райт | OT | Теннесси | обмен с «Филадельфией»                                                                                           |
| 1     | 11   | Теннесси Тайтенс            | Питер Скоронски                                                                                                  | OT | Нортвестерн | |
| 1     | 12   | Детройт Лайонс              | Джамир Гиббс | RB | Алабама | обмен с «Аризоной»                                                                                               |
| 1     | 13   | Грин-Бэй Пэкерс             | Лукас ван Несс                                                                                                   | DE | Айова | обмен с «Нью-Йорк Джетс»                                                                                         |
| 1     | 14   | Питтсбург Стилерз           | Бродерик Джонс                                                                                                   | OT | Джорджия | обмен с «Нью-Инглендом»                                                                                          |
| 1     | 15   | Нью-Йорк Джетс              | Уилл Макдоналд                                                                                                   | DE | Айова Стейт | обмен с «Грин-Бэй»                                                                                               |
| 1     | 16   | Вашингтон Коммандерс        | Эммануэл Форбс                                                                                                   | CB | Миссисипи Стейт                                                                                                  | |
| 1     | 17   | Нью-Ингленд Пэтриотс        | Кристиан Гонсалес                                                                                                | CB | Орегон | обмен с «Питтсбургом»                                                                                            |
| 1     | 18   | Детройт Лайонс              | Джек Кэмпбелл | LB | Айова | |
| 1     | 19   | Тампа-Бэй Бакканирс         | Калайджа Кэнси                                                                                                   | DT | Питтсбург | |
| 1     | 20   | Сиэтл Сихокс                | Джексон Смит-Нджигба                                                                                             | WR | Огайо Стейт | |
| 1     | —    | Майами Долфинс              | клуб лишён выбора за нарушение политики НФЛ в отношении тамперинга                                               | клуб лишён выбора за нарушение политики НФЛ в отношении тамперинга                                               | клуб лишён выбора за нарушение политики НФЛ в отношении тамперинга                                               | клуб лишён выбора за нарушение политики НФЛ в отношении тамперинга                                               |
| 1     | 21   | Лос-Анджелес Чарджерс       | Квентин Джонстон                                                                                                 | WR | ТХУ | |
| 1     | 22   | Балтимор Рэйвенс            | Зей Флауэрс | WR | Бостон Колледж                                                                                                   | |
| 1     | 23   | Миннесота Вайкингс          | Джордан Аддисон                                                                                                  | WR | ЮСК | |
| 1     | 24   | Нью-Йорк Джайентс           | Деонте Бэнкс | CB | Мэриленд | обмен с «Джэксонвиллом»                                                                                          |
| 1     | 25   | Баффало Биллс               | Далтон Кинкейд                                                                                                   | TE | Юта | обмен с «Джэксонвиллом»                                                                                          |
| 1     | 26   | Даллас Каубойс              | Мази Смит | DT | Мичиган | |
| 1     | 27   | Джэксонвилл Джагуарс        | Антон Харрисон                                                                                                   | OT | Оклахома | обмен с «Баффало»                                                                                                |
| 1     | 28   | Цинциннати Бенгалс          | Майлз Мерфи | DE | Клемсон | |
| 1     | 29   | Нью-Орлеан Сэйнтс           | Брайан Бризи | DT | Клемсон | обмен с «Денвером»                                                                                               |
| 1     | 30   | Филадельфия Иглз            | Нолан Смит | LB | Джорджия | |
| 1     | 31   | Канзас-Сити Чифс            | Феликс Анудике-Узома                                                                                             | DE | Канзас Стейт | |
| 2     | 32   | Питтсбург Стилерз           | Джоуи Портер | CB | Пенн Стейт | обмен с «Чикаго»                                                                                                 |
| 2     | 33   | Теннесси Тайтенс            | Уилл Левис | QB | Кентукки | обмен с «Аризоной»                                                                                               |
| 2     | 34   | Детройт Лайонс              | Сэм Лапорта | TE | Айова | обмен с «Аризоной»                                                                                               |
| 2     | 35   | Лас-Вегас Рэйдерс           | Майкл Мейер | TE | Нотр-Дам | обмен с «Индианаполисом»                                                                                         |
| 2     | 36   | Лос-Анджелес Рэмс           | Стив Авила | G | ТХУ | |
| 2     | 37   | Сиэтл Сихокс                | Дерик Холл | DE | Оберн | обмен с «Денвером»                                                                                               |
| 2     | 38   | Атланта Фэлконс             | Мэттью Бержерон                                                                                                  | OT | Сиракьюз | обмен с «Индианаполисом»                                                                                         |
| 2     | 39   | Каролина Пэнтерс            | Джонатан Минго                                                                                                   | WR | Ол Мисс | |
| 2     | 40   | Нью-Орлеан Сэйнтс           | Айзейя Фоски | DE | Нотр-Дам | |
| 2     | 41   | Аризона Кардиналс           | Би Джей Оджулари                                                                                                 | DE | ЛСЮ | обмен с «Теннесси»                                                                                               |
| 2     | 42   | Грин-Бэй Пэкерс             | Люк Масгрейв | TE | Орегон Стейт | обмен с «Нью-Йорк Джетс»                                                                                         |
| 2     | 43   | Нью-Йорк Джетс              | Джо Типпман | C | Висконсин | |
| 2     | 44   | Индианаполис Колтс          | Джулиус Брентс                                                                                                   | CB | Канзас Стейт | обмен с «Атлантой»                                                                                               |
| 2     | 45   | Детройт Лайонс              | Брайан Бранч | S | Алабама | обмен с «Грин-Бэй»                                                                                               |
| 2     | 46   | Нью-Ингленд Пэтриотс        | Кейон Уайт | DE | Джорджия Тек | |
| 2     | 47   | Вашингтон Коммандерс        | Джартавиус Мартин                                                                                                | S | Иллинойс | |
| 2     | 48   | Тампа-Бэй Бакканирс         | Коди Маук | OT | Норт Дакота Стейт                                                                                                | обмен с «Грин-Бэй»                                                                                               |
| 2     | 49   | Питтсбург Стилерз           | Киану Бентон | DT | Висконсин | |
| 2     | 50   | Грин-Бэй Пэкерс             | Джейден Рид | WR | Мичиган Стейт | обмен с «Тампой-Бэй»                                                                                             |
| 2     | 51   | Майами Долфинс              | Кэм Смит | CB | Южная Каролина                                                                                                   | |
| 2     | 52   | Сиэтл Сихокс                | Зак Шарбонне | RB | УКЛА | |
| 2     | 53   | Чикаго Беарс                | Джервон Декстер                                                                                                  | DT | Флорида | обмен с «Балтимором»                                                                                             |
| 2     | 54   | Лос-Анджелес Чарджерс       | Тули Туипулоту                                                                                                   | DE | ЮСК | |
| 2     | 55   | Канзас-Сити Чифс            | Раши Райс | WR | СМЮ | обмен с «Детройтом»                                                                                              |
| 2     | 56   | Чикаго Беарс                | Тайрик Стивенсон                                                                                                 | CB | Майами | обмен с «Джэксонвиллом»                                                                                          |
| 2     | 57   | Нью-Йорк Джайентс           | Джон Майкл Шмиц                                                                                                  | C | Миннесота | |
| 2     | 58   | Даллас Каубойс              | Люк Скунмейкер                                                                                                   | TE | Мичиган | |
| 2     | 59   | Баффало Биллс               | О’Сайрус Торренс                                                                                                 | G | Флорида | |
| 2     | 60   | Цинциннати Бенгалс          | Ди Джей Тернер                                                                                                   | CB | Мичиган | |
| 2     | 61   | Джэксонвилл Джагуарс        | Брентон Стрейндж                                                                                                 | TE | Пенн Стейт | обмен с «Чикаго»                                                                                                 |
| 2     | 62   | Хьюстон Тексанс             | Джус Скраггс | C | Пенн Стейт | обмен с «Филадельфией»                                                                                           |
| 2     | 63   | Денвер Бронкос              | Марвин Мимс | WR | Оклахома | обмен с «Детройтом»                                                                                              |
| 3     | 64   | Чикаго Беарс                | Зак Пикенс | DT | Южная Каролина                                                                                                   | |
| 3     | 65   | Филадельфия Иглз            | Тайлер Стин | OT | Алабама | обмен с «Хьюстоном»                                                                                              |
| 3     | 66   | Филадельфия Иглз            | Сидни Браун | S | Алабама | обмен с «Аризоной»                                                                                               |
| 3     | 67   | Денвер Бронкос              | Дрю Сандерс | LB | Арканзас | обмен с «Индианаполисом»                                                                                         |
| 3     | 68   | Детройт Лайонс              | Хендон Хукер | QB | Теннесси | обмен с «Денвером»                                                                                               |
| 3     | 69   | Хьюстон Тексанс             | Натаниел Делл | WR | Хьюстон | обмен с «Лос-Анджелес Рэмс»                                                                                      |
| 3     | 70   | Лас-Вегас Рэйдерс           | Байрон Янг | DT | Алабама | |
| 3     | 71   | Нью-Орлеан Сэйнтс           | Кендре Миллер | RB | ТХУ | |
| 3     | 72   | Аризона Кардиналс           | Гарретт Уильямс                                                                                                  | CB | Сиракьюз | обмен с «Теннесси»                                                                                               |
| 3     | 73   | Нью-Йорк Джайентс           | Джейлин Хайатт                                                                                                   | WR | Теннесси | обмен с «Лос-Анджелес Рэмс»                                                                                      |
| 3     | 74   | Кливленд Браунс             | Седрик Тиллман                                                                                                   | WR | Теннесси | обмен с «Нью-Йорк Джетс»                                                                                         |
| 3     | 75   | Атланта Фэлконс             | Зак Харрисон | DE | Огайо Стейт | |
| 3     | 76   | Нью-Ингленд Пэтриотс        | Марте Мапу | LB | Сакраменто Стейт                                                                                                 | обмен с «Каролиной»                                                                                              |
| 3     | 77   | Лос-Анджелес Рэмс           | Байрон Янг | DE | Теннесси | обмен с «Майами»                                                                                                 |
| 3     | 78   | Грин-Бэй Пэкерс             | Такер Крафт | TE | Саут Дакота Стейт                                                                                                | |
| 3     | 79   | Индианаполис Колтс          | Джош Даунс | WR | Северная Каролина                                                                                                | обмен с «Вашингтоном»                                                                                            |
| 3     | 80   | Каролина Пэнтерс            | Ди Джей Джонсон                                                                                                  | LB | Орегон | обмен с «Питтсбургом»                                                                                            |
| 3     | 81   | Теннесси Тайтенс            | Тайджей Спирс | RB | Тулейн | обмен с «Аризоной»                                                                                               |
| 3     | 82   | Тампа-Бэй Бакканирс         | Яя Диаби | DE | Луисвилл | |
| 3     | 83   | Денвер Бронкос              | Райли Мосс | CB | Айова | обмен с «Сиэтлом»                                                                                                |
| 3     | 84   | Майами Долфинс              | Девон Эйчейн | RB | Техас A&M | |
| 3     | 85   | Лос-Анджелес Чарджерс       | Дайан Хенли | LB | Вашингтон Стейт                                                                                                  | |
| 3     | 86   | Балтимор Рэйвенс            | Трентон Симпсон                                                                                                  | LB | Клемсон | |
| 3     | 87   | Сан-Франциско Форти Найнерс | Джайир Браун | S | Пенн Стейт | обмен с «Миннесотой»                                                                                             |
| 3     | 88   | Джэксонвилл Джагуарс        | Танк Бигсби | RB | Оберн | |
| 3     | 89   | Лос-Анджелес Рэмс           | Коби Тернер | DT | Уэйк Форест | обмен с «Нью-Йорк Джайентс»                                                                                      |
| 3     | 90   | Даллас Каубойс              | Демарвион Овершон                                                                                                | LB | Техас | |
| 3     | 91   | Баффало Биллс               | Дориан Уильямс                                                                                                   | LB | Тулейн | |
| 3     | 92   | Канзас-Сити Чифс            | Уанья Моррис | OT | Оклахома | обмен с «Цинциннати»                                                                                             |
| 3     | 93   | Питтсбург Стилерз           | Дарнелл Вашингтон                                                                                                | TE | Джорджия | обмен с «Каролиной»                                                                                              |
| 3     | 94   | Аризона Кардиналс           | Майкл Уилсон | WR | Стэнфорд | обмен с «Филадельфией»                                                                                           |
| 3     | 95   | Цинциннати Бенгалс          | Джордан Баттл | S | Алабама | обмен с «Канзас-Сити»                                                                                            |
| 3     | 96*  | Детройт Лайонс              | Бродрик Мартин                                                                                                   | DT | Западный Кентукки                                                                                                | обмен с «Аризоной»                                                                                               |
| 3     | 97*  | Вашингтон Коммандерс        | Рикки Стромберг                                                                                                  | C | Арканзас | |
| 3     | 98*  | Кливленд Браунс             | Сиаки Ика | DT | Бэйлор | резолюция JC-2A                                                                                                  |
| 3     | 99*  | Сан-Франциско Форти Найнерс | Джейк Муди | K | Мичиган | резолюция JC-2A                                                                                                  |
| 3     | 100* | Лас-Вегас Рэйдерс           | Тре Такер | WR | Цинциннати | резолюция JC-2A обмен с «Нью-Йорк Джайентс»                                                                      |
| 3     | 101* | Сан-Франциско Форти Найнерс | Кэмерон Лату | TE | Алабама | резолюция JC-2A                                                                                                  |
| 3     | 102* | Миннесота Вайкингс          | Мекай Блэкмон | CB | ЮСК | резолюция JC-2A обмен с «Сан-Франциско»                                                                          |
| 4     | 103  | Нью-Орлеан Сэйнтс           | Ник Салдивери | OT | Олд Доминион | обмен с «Чикаго»                                                                                                 |
| 4     | 104  | Лас-Вегас Рэйдерс           | Джакориан Беннетт                                                                                                | CB | Мэриленд | обмен с «Хьюстоном»                                                                                              |
| 4     | 105  | Филадельфия Иглз            | Кили Ринго | CB | Джорджия | обмен с «Хьюстоном»                                                                                              |
| 4     | 106  | Индианаполис Колтс          | Блейк Фриленд | OT | Бригам Янг | |
| 4     | 107  | Нью-Ингленд Пэтриотс        | Джейк Эндрюс | C | Трой | обмен с «Лос-Анджелес Рэмс»                                                                                      |
| 4     | 108  | Сиэтл Сихокс                | Энтони Брэдфорд                                                                                                  | G | ЛСЮ | обмен с «Денвером»                                                                                               |
| 4     | 109  | Хьюстон Тексанс             | Дилан Хортон | DE | ТХУ | обмен с «Лас-Вегасом»                                                                                            |
| 4     | 110  | Индианаполис Колтс          | Адетомива Адебаре                                                                                                | DE | Нортвестерн | обмен с «Атлантой»                                                                                               |
| 4     | 111  | Кливленд Браунс             | Даванд Джонс | OT | Огайо Стейт | |
| 4     | 112  | Нью-Ингленд Пэтриотс        | Чед Райленд | K | Мэриленд | обмен с «Нью-Йорк Джетс»                                                                                         |
| 4     | 113  | Атланта Фэлконс             | Кларк Филлипс | CB | Юта | |
| 4     | 114  | Каролина Пэнтерс            | Чендлер Завала                                                                                                   | G | Эн Си Стейт | |
| 4     | 115  | Чикаго Беарс                | Рошон Джонсон | RB | Техас | обмен с «Нью-Орлеаном»                                                                                           |
| 4     | 116  | Грин-Бэй Пэкерс             | Колби Вуден | DT | Оберн | |
| 4     | 117  | Нью-Ингленд Пэтриотс        | Сиди Соу | G | Восточный Мичиган                                                                                                | |
| 4     | 118  | Вашингтон Коммандерс        | Брейден Дэниелс                                                                                                  | OT | Юта | |
| 4     | 119  | Канзас-Сити Чифс            | Чамарри Коннер                                                                                                   | S | Виргиния Тек | обмен с «Миннесотой»                                                                                             |
| 4     | 120  | Нью-Йорк Джетс              | Картер Уоррен | OT | Питтсбург | обмен с «Нью-Инглендом»                                                                                          |
| 4     | 121  | Джэксонвилл Джагуарс        | Вентрелл Миллер                                                                                                  | LB | Флорида | обмен с «Тампой-Бэй»                                                                                             |
| 4     | 122  | Аризона Кардиналс           | Джон Гейнс | G | УКЛА | обмен с «Детройтом»                                                                                              |
| 4     | 123  | Сиэтл Сихокс                | Кэмерон Янг | DT | Миссисипи Стейт                                                                                                  | |
| 4     | 124  | Балтимор Рэйвенс            | Тейвиус Робинсон                                                                                                 | LB | Ол Мисс | |
| 4     | 125  | Лос-Анджелес Чарджерс       | Дериус Дэвис | WR | ТХУ | |
| 4     | 126  | Кливленд Браунс             | Айзейя Макгуайр                                                                                                  | DE | Миссури | обмен с «Миннесотой»                                                                                             |
| 4     | 127  | Нью-Орлеан Сэйнтс           | Джейк Хейнер | QB | Фресно Стейт | обмен с «Джэксонвиллом»                                                                                          |
| 4     | 128  | Лос-Анджелес Рэмс           | Стетсон Беннетт                                                                                                  | QB | Джорджия | обмен с «Нью-Йорк Джайентс»                                                                                      |
| 4     | 129  | Даллас Каубойс              | Вильями Фехоко                                                                                                   | DE | Сан-Хосе Стейт                                                                                                   | |
| 4     | 130  | Джэксонвилл Джагуарс        | Тайлер Лейси | DE | Оклахома Стейт                                                                                                   | обмен с «Баффало»                                                                                                |
| 4     | 131  | Цинциннати Бенгалс          | Чарли Джонс | WR | Пердью | |
| 4     | 132  | Питтсбург Стилерз           | Ник Хербиг | LB | Висконсин | обмен с «Каролиной»                                                                                              |
| 4     | 133  | Чикаго Беарс                | Тайлер Скотт | WR | Цинциннати | обмен с «Филадельфией»                                                                                           |
| 4     | 134  | Миннесота Вайкингс          | Джей Уорд | S | ЛСЮ | обмен с «Канзас-Сити»                                                                                            |
| 4     | 135* | Лас-Вегас Рэйдерс           | Эйдан О’Коннелл                                                                                                  | QB | Пердью | обмен с «Нью-Инглендом»                                                                                          |
| 5     | 136  | Джэксонвилл Джагуарс        | Ясир Абдулла | LB | Луисвилл | обмен с «Чикаго»                                                                                                 |
| 5     | —    | Хьюстон Тексанс             | клуб лишён выбора за обход потолка зарплат и предоставление дополнительных преимуществ квотербеку Дешону Уотсону | клуб лишён выбора за обход потолка зарплат и предоставление дополнительных преимуществ квотербеку Дешону Уотсону | клуб лишён выбора за обход потолка зарплат и предоставление дополнительных преимуществ квотербеку Дешону Уотсону | клуб лишён выбора за обход потолка зарплат и предоставление дополнительных преимуществ квотербеку Дешону Уотсону |
| 5     | 137  | Вашингтон Коммандерс        | Кей Джей Хенри                                                                                                   | DE | Клемсон | обмен с «Баффало»                                                                                                |
| 5     | 138  | Индианаполис Колтс          | Дариус Раш | CB | Южная Каролина                                                                                                   | |
| 5     | 139  | Аризона Кардиналс           | Клейтон Тьюн | QB | Хьюстон | обмен с «Детройтом»                                                                                              |
| 5     | 140  | Кливленд Браунс             | Дориан Томпсон-Робинсон                                                                                          | QB | УКЛА | обмен с «Лос-Анджелес Рэмс»                                                                                      |
| 5     | 141  | Миннесота Вайкингс          | Джаклин Рой | DT | ЛСЮ | обмен с «Индианаполисом»                                                                                         |
| 5     | 142  | Кливленд Браунс             | Кэмерон Митчелл                                                                                                  | CB | Нортвестерн | |
| 5     | 143  | Нью-Йорк Джетс              | Израэл Абаниканда                                                                                                | RB | Питтсбург | |
| 5     | 144  | Нью-Ингленд Пэтриотс        | Атонио Мафи | G | УКЛА | обмен с «Лас-Вегасом»                                                                                            |
| 5     | 145  | Каролина Пэнтерс            | Джамми Робинсон                                                                                                  | S | Флорида Стейт | |
| 5     | 146  | Нью-Орлеан Сэйнтс           | Джордан Хауден                                                                                                   | S | Миннесота | |
| 5     | 147  | Теннесси Тайтенс            | Джош Уайл | TE | Цинциннати | |
| 5     | 148  | Чикаго Беарс                | Ноа Суэлл | LB | Орегон | обмен с «Балтимором»                                                                                             |
| 5     | 149  | Грин-Бэй Пэкерс             | Шон Клиффорд | QB | Пенн Стейт | |
| 5     | 150  | Баффало Биллс               | Джастин Шортер                                                                                                   | WR | Флорида | обмен с «Вашингтоном»                                                                                            |
| 5     | 151  | Сиэтл Сихокс                | Майк Моррис | DE | Мичиган | обмен с «Питтсбургом»                                                                                            |
| 5     | 152  | Детройт Лайонс              | Колби Сорсдал | OT | Уильям & Мэри | |
| 5     | 153  | Тампа-Бэй Бакканирс         | Сирвосей Деннис                                                                                                  | LB | Питтсбург | |
| 5     | 154  | Сиэтл Сихокс                | Олусегун Олуватими                                                                                               | C | Мичиган | |
| 5     | 155  | Сан-Франциско Форти Найнерс | Даррелл Лютер | CB | Южная Алабама | обмен с «Майами»                                                                                                 |
| 5     | 156  | Лос-Анджелес Чарджерс       | Джордан Макфадден                                                                                                | G | Клемсон | |
| 5     | 157  | Балтимор Рэйвенс            | Кайю Блу Келли                                                                                                   | CB | Стэнфорд | |
| 5     | 158  | Индианаполис Колтс          | Дэниел Скотт | S | Калифорния | обмен с «Миннесотой»                                                                                             |
| 5     | 159  | Грин-Бэй Пэкерс             | Донтейвион Уикс                                                                                                  | WR | Виргиния | обмен с «Детройтом»                                                                                              |
| 5     | 160  | Джэксонвилл Джагуарс        | Антонио Джонсон                                                                                                  | S | Техас A&M | обмен с «Нью-Йорк Джайентс»                                                                                      |
| 5     | 161  | Лос-Анджелес Рэмс           | Ник Хэмптон | LB | Аппалачиан Стейт                                                                                                 | обмен с «Хьюстоном»                                                                                              |
| 5     | 162  | Индианаполис Колтс          | Уилл Мэллори | TE | Майами | обмен с «Баффало»                                                                                                |
| 5     | 163  | Цинциннати Бенгалс          | Чейз Браун | RB | Иллинойс | |
| 5     | 164  | Миннесота Вайкингс          | Джарен Холл | QB | Бригам Янг | обмен с «Сан-Франциско»                                                                                          |
| 5     | 165  | Чикаго Беарс                | Терелл Смит | CB | Миннесота | обмен с «Нью-Орлеаном»                                                                                           |
| 5     | 166  | Канзас-Сити Чифс            | Би Джей Томпсон                                                                                                  | LB | Стивен Остин | |
| 5     | 167* | Хьюстон Тексанс             | Хенри Тоо-Тоо | LB | Алабама | обмен с «Лос-Анджелес Рэмс»                                                                                      |
| 5     | 168* | Аризона Кардиналс           | Оуэн Паппу | LB | Оберн | обмен с «Детройтом»                                                                                              |
| 5     | 169* | Даллас Каубойс              | Асим Ричардс | OT | Северная Каролина                                                                                                | |
| 5     | 170* | Лас-Вегас Рэйдерс           | Кристофер Смит                                                                                                   | S | Джорджия | обмен с «Нью-Йорк Джетс»                                                                                         |
| 5     | 171* | Тампа-Бэй Бакканирс         | Пейн Дарем | TE | Пердью | обмен с «Лос-Анджелес Рэмс»                                                                                      |
| 5     | 172* | Нью-Йорк Джайентс           | Эрик Грей | RB | Оклахома | |
| 5     | 173* | Сан-Франциско Форти Найнерс | Роберт Бил | LB | Джорджия | |
| 5     | 174* | Лос-Анджелес Рэмс           | Уоррен Макклендон                                                                                                | OT | Джорджия | обмен с «Хьюстоном»                                                                                              |
| 5     | 175* | Лос-Анджелес Рэмс           | Дэвис Аллен | TE | Клемсон | обмен с «Тампой-Бэй»                                                                                             |
| 5     | 176* | Индианаполис Колтс          | Эван Халл | RB | Нортвестерн | обмен с «Далласом»                                                                                               |
| 5     | 177* | Лос-Анджелес Рэмс           | Пука Накуа | WR | Бригам Янг | |
| 6     | 178  | Даллас Каубойс              | Эрик Скотт | CB | Южный Миссисипи                                                                                                  | обмен с «Канзас-Сити»                                                                                            |
| 6     | 179  | Грин-Бэй Пэкерс             | Карл Брукс | DT | Боулинг Грин | обмен с «Тампой-Бэй»                                                                                             |
| 6     | 180  | Аризона Кардиналс           | Кейтрел Кларк | CB | Луисвилл | |
| 6     | 181  | Тампа-Бэй Бакканирс         | Джош Хейс | CB | Канзас Стейт | обмен с «Индианаполисом»                                                                                         |
| 6     | 182  | Лос-Анджелес Рэмс           | Тревиус Ходжес-Томлинсон                                                                                         | CB | ТХУ | |
| 6     | 183  | Денвер Бронкос              | Джей Эл Скиннер                                                                                                  | S | Бойсе Стейт | обмен с «Детройтом»                                                                                              |
| 6     | 184  | Нью-Йорк Джетс              | Заир Барнс | LB | Западный Мичиган                                                                                                 | обмен с «Нью-Инглендом»                                                                                          |
| 6     | 185  | Джэксонвилл Джагуарс        | Паркер Вашингтон                                                                                                 | WR | Пенн Стейт | обмен с «Нью-Йорк Джетс»                                                                                         |
| 6     | 186  | Теннесси Тайтенс            | Джейлин Данкан                                                                                                   | OT | Мэриленд | обмен с «Атлантой»                                                                                               |
| 6     | 187  | Нью-Ингленд Пэтриотс        | Кейшон Бутте | WR | ЛСЮ | обмен с «Каролиной»                                                                                              |
| 6     | 188  | Филадельфия Иглз            | Таннер Макки | QB | Стэнфорд | обмен с «Хьюстоном»                                                                                              |
| 6     | 189  | Лос-Анджелес Рэмс           | Очон Мэтис | DE | Небраска | обмен с «Теннесси»                                                                                               |
| 6     | 190  | Кливленд Браунс             | Люк Уиплер | C | Огайо Стейт | |
| 6     | 191  | Тампа-Бэй Бакканирс         | Трей Палмер | WR | Небраска | обмен с «Филадельфией»                                                                                           |
| 6     | 192  | Нью-Ингленд Пэтриотс        | Брайс Баринджер                                                                                                  | P | Мичиган Стейт | |
| 6     | 193  | Вашингтон Коммандерс        | Крис Родригес | RB | Кентукки | |
| 6     | 194  | Канзас-Сити Чифс            | Кеондре Коберн                                                                                                   | DT | Техас | обмен с «Детройтом»                                                                                              |
| 6     | 195  | Нью-Орлеан Сэйнтс           | Эй Ти Перри | WR | Уэйк Форест | обмен с «Денвером»                                                                                               |
| 6     | 196  | Тампа-Бэй Бакканирс         | Хосе Рамирес | LB | Восточный Мичиган                                                                                                | |
| 6     | 197  | Майами Долфинс              | Элайджа Хиггинс                                                                                                  | WR | Станфорд | |
| 6     | 198  | Сиэтл Сихокс                | Джеррик Рид | S | Нью-Мексико | |
| 6     | 199  | Балтимор Рэйвенс            | Малаисала Аумуваи-Лаулу                                                                                          | OT | Орегон | |
| 6     | 200  | Лос-Анджелес Чарджерс       | Скотт Мэтлок | DT | Бойсе Стейт | обмен с «Чикаго»                                                                                                 |
| 6     | 201  | Хьюстон Тексанс             | Джарретт Паттерсон                                                                                               | C | Нотр-Дам | обмен с «Миннесотой»                                                                                             |
| 6     | 202  | Джэксонвилл Джагуарс        | Кристиан Брасуэлл                                                                                                | CB | Ратгерс | |
| 6     | 203  | Лас-Вегас Рэйдерс           | Амари Барни | LB | Флорида | обмен с «Хьюстоном»                                                                                              |
| 6     | 204  | Нью-Йорк Джетс              | Джаррик Бернард-Конверс                                                                                          | CB | ЛСЮ | обмен с «Лас-Вегасом»                                                                                            |
| 6     | 205  | Хьюстон Тексанс             | Завьер Хатчинсон                                                                                                 | WR | Айова Стейт | обмен с «Баффало»                                                                                                |
| 6     | 206  | Цинциннати Бенгалс          | Андрей Иосиваш                                                                                                   | WR | Принстон | |
| 6     | 207  | Грин-Бэй Пэкерс             | Андерс Карлсон                                                                                                   | K | Оберн | обмен с «Нью-Йорк Джетс»                                                                                         |
| 6     | 208  | Джэксонвилл Джагуарс        | Эрик Халлетт | S | Питтсбург | обмен с «Филадельфией»                                                                                           |
| 6     | 209  | Нью-Йорк Джайенс            | Тре Хокинс | CB | Олд Доминион | обмен с «Канзас-Сити»                                                                                            |
| 6     | 210* | Нью-Ингленд Пэтриотс        | Демарио Дуглас                                                                                                   | WR | Либерти | |
| 6     | 211* | Индианаполис Колтс          | Тайтус Лео | LB | Вагнер | обмен с «Миннесотой»                                                                                             |
| 6     | 212* | Даллас Каубойс              | Дюс Вон | RB | Канзас Стейт | |
| 6     | 213* | Аризона Кардиналс           | Данте Стиллс | DT | Западная Виргиния                                                                                                | |
| 6     | 214* | Нью-Ингленд Пэтриотс        | Амир Спид | CB | Мичиган Стейт | обмен с «Лас-Вегасом»                                                                                            |
| 6     | 215* | Лос-Анджелес Рэмс           | Зак Эванс | RB | Ол Мисс | обмен с «Баффало»                                                                                                |
| 6     | 216* | Сан-Франциско Форти Найнерс | Ди Уинтерс | LB | ТХУ | |
| 6     | 217* | Цинциннати Бенгалс          | Брэд Роббинс | P | Мичиган | обмен с «Канзас-Сити»                                                                                            |
| 7     | 218  | Чикаго Беарс                | Тревис Белл | DT | Кеннесо Стейт | |
| 7     | 219  | Детройт Лайонс              | Антуан Грин | WR | Северная Каролина                                                                                                | обмен с «Филадельфией»                                                                                           |
| 7     | 220  | Нью-Йорк Джетс              | Зак Кунц | TE | Олд Доминион | обмен с «Лас-Вегасом»                                                                                            |
| 7     | 221  | Индианаполис Колтс          | Джейлон Джонс | CB | Техас A&M | |
| 7     | 222  | Миннесота Вайкингс          | Дуэйн Макбрайд                                                                                                   | RB | Алабама—Бирмингем                                                                                                | обмен с «Сан-Франциско»                                                                                          |
| 7     | 223  | Лос-Анджелес Рэмс           | Итан Эванс | P | Уингейт | |
| 7     | 224  | Атланта Фэлконс             | Демарко Хелламс                                                                                                  | S | Алабама | обмен с «Лас-Вегасом»                                                                                            |
| 7     | 225  | Атланта Фэлконс             | Джовон Гвин | G | Южная Каролина                                                                                                   | |
| 7     | 226  | Джэксонвилл Джагуарс        | Купер Ходжес | OT | Аппалачиан Стейт                                                                                                 | обмен с «Каролиной»                                                                                              |
| 7     | 227  | Джэксонвилл Джагуарс        | Рэймонд Вохасек                                                                                                  | DT | Северная Каролина                                                                                                | обмен с «Нью-Орлеаном»                                                                                           |
| 7     | 228  | Теннесси Тайтенс            | Колтон Дауэлл | WR | УТ Мартин | |
| 7     | 229  | Балтимор Рэйвенс            | Эндрю Ворхис | G | ЮСК | обмен с «Кливлендом»                                                                                             |
| 7     | 230  | Баффало Биллс               | Ник Брокер | G | Ол Мисс | обмен с «Хьюстоном»                                                                                              |
| 7     | 231  | Лас-Вегас Рэйдерс           | Неста Джейд Силвера                                                                                              | DT | Аризона Стейт | обмен с «Нью-Инглендом»                                                                                          |
| 7     | 232  | Грин-Бэй Пэкерс             | Керрингтон Валентайн                                                                                             | CB | Кентукки | |
| 7     | 233  | Вашингтон Коммандерс        | Андре Джонс | DE | Луизиана | |
| 7     | 234  | Лос-Анджелес Рэмс           | Джейсон Тейлор                                                                                                   | S | Оклахома Стейт                                                                                                   | обмен с «Питтсбургом»                                                                                            |
| 7     | 235  | Грин-Бэй Пэкерс             | Лью Николс | RB | Центральный Мичиган                                                                                              | обмен с «Лос-Анджелес Рэмс»                                                                                      |
| 7     | 236  | Индианаполис Колтс          | Джейк Уитт | OT | Северный Мичиган                                                                                                 | обмен с «Тампой-Бэй»                                                                                             |
| 7     | 237  | Сиэтл Сихокс                | Кенни Макинтош                                                                                                   | RB | Джорджия | |
| 7     | 238  | Майами Долфинс              | Райан Хейс | OT | Мичиган | |
| 7     | 239  | Лос-Анджелес Чарджерс       | Макс Дагган | QB | ТХУ | |
| 7     | 240  | Джэксонвилл Джагуарс        | Дерек Пэриш | RB | Хьюстон | обмен с «Нью-Йорк Джайентс»                                                                                      |
| 7     | 241  | Питтсбург Стилерз           | Кори Трайс | CB | Пердью | обмен с «Денвером»                                                                                               |
| 7     | 242  | Грин-Бэй Пэкерс             | Энтони Джонсон                                                                                                   | S | Айова Стейт | обмен с «Джэксонвиллом»                                                                                          |
| 7     | 243  | Нью-Йорк Джайентс           | Джордон Райли | DT | Орегон | |
| 7     | 244  | Даллас Каубойс              | Джейлен Брукс | WR | Южная Каролина                                                                                                   | |
| 7     | 245  | Нью-Ингленд Пэтриотс        | Айзейя Болден | CB | Джексон Стейт | обмен с «Атлантой»                                                                                               |
| 7     | 246  | Цинциннати Бенгалс          | Ди Джей Айви | CB | Майами | |
| 7     | 247  | Сан-Франциско Форти Найнерс | Брейден Уиллис                                                                                                   | TE | Оклахома | |
| 7     | 248  | Хьюстон Тексанс             | Брэндон Хилл | S | Питтсбург | обмен с «Филадельфией»                                                                                           |
| 7     | 249  | Филадельфия Иглз            | Моро Оджомо | DE | Техас | обмен с «Детройтом»                                                                                              |
| 7     | 250* | Канзас-Сити Чифс            | Ник Джонс | CB | Болл Стейт | |
| 7     | 251* | Питтсбург Стилерз           | Спенсер Андерсон                                                                                                 | G | Мэриленд | обмен с «Лос-Анджелес Рэмс»                                                                                      |
| 7     | 252* | Баффало Биллс               | Алекс Остин | CB | Орегон Стейт | обмен с «Лос-Анджелес Рэмс»                                                                                      |
| 7     | 253* | Сан-Франциско Форти Найнерс | Ронни Белл | WR | Мичиган | |
| 7     | 254* | Нью-Йорк Джайентс           | Джерварриус Оуэнс                                                                                                | S | Хьюстон | |
| 7     | 255* | Сан-Франциско Форти Найнерс | Джейлен Грэм | LB | Пердью | |
| 7     | 256* | Грин-Бэй Пэкерс             | Грант Дюбосе | WR | Шарлотт | |
| 7     | 257* | Денвер Бронкос              | Алекс Форсайт | C | Орегон | обмен с «Нью-Орлеаном»                                                                                           |
| 7     | 258* | Чикаго Беарс                | Кендалл Уильямсон                                                                                                | CB | Стэнфорд | |
| 7     | 259* | Лос-Анджелес Рэмс           | Дежуан Джонсон                                                                                                   | DE | Толидо | обмен с «Хьюстоном»                                                                                              |

## Комментарии
1. ↑  10 марта 2023 года «Каролина Пэнтерс» получили выбор первого (1-й) раунда драфта 2023 года от «Чикаго», отдав выборы первого (9-й) и второго (61-й) раундов драфта 2023 года, выбор первого раунда драфта 2024 года, выбор второго раунда драфта 2025 года и принимающего Ди Джея Мура[11].
2. ↑  27 апреля 2023 года «Хьюстон Тексанс» получили выборы первого (3-й) и четвёртого (105-й) раундов драфта 2023 года от «Аризоны», отдав выборы первого (12-й) и второго (33-й) раундов драфта 2023 года, и выборы первого и третьего раундов драфта 2024 года[12].
3. 1 2  16 марта 2022 года «Сиэтл Сихокс» получили выборы первого (9-й), второго (40-й) и пятого (152-й) раундов драфта 2022 года, выборы первого (5-й) и второго (37-й) раундов драфта 2023 года, квотербека Дрю Лока, ди-энда Шелби Харриса и тайт-энда Ноа Фэнта от «Денвера», отдав выбор четвёртого (116-й) раунда драфта 2022 года и квотербека Расселла Уилсона[13].
4. 1 2 3  27 апреля 2023 года «Аризона Кардиналс» получили выбор первого (6-й) раунда драфта 2023 года от «Детройта», отдав выборы первого (12-й) и второго (34-й) раундов драфта 2023 года[14].
5. 1 2  27 апреля 2023 года «Филадельфия Иглз» получили выбор первого (9-й) раунда драфта 2023 года от «Чикаго», отдав выбор первого (10-й) раунда драфта 2023 года и выбор четвёртого раунда драфта 2024 года[15].
6. 1 2 3 4  24 апреля 2023 года «Грин-Бэй Пэкерс» получили выборы первого (13-й), второго (42-й) и шестого (207-й) раундов драфта 2023 года, и условный выбор второго раунда драфта 2024 года от «Нью-Йорк Джетс», отдав выборы первого (15-й) и пятого (170-й) раундов драфта 2023 года и квотербека Аарона Роджерса[16].
7. 1 2  27 апреля 2023 года «Питтсбург Стилерз» получили выбор первого (14-й) раунда драфта 2023 года от «Нью-Ингленда», отдав выборы первого (17-й) и четвёртого (120-й) раундов драфта 2023 года[17].
8. 1 2 3  27 апреля 2023 года «Нью-Йорк Джайентс» получили выбор первого (24-й) раунда драфта 2023 года от «Джэксонвилла», отдав выборы первого (25-й), пятого (160-й) и седьмого (240-й) раундов драфта 2023 года[19].
9. 1 2 3  27 апреля 2023 года «Баффало Биллс» получили выбор первого (25-й) раунда драфта 2023 года от «Джэксонвилла», отдав выборы первого (27-й) и четвёртого (130-й) раундов драфта 2023 года[20].
10. ↑  1 февраля 2023 года «Нью-Орлеан Сэйнтс» получили выбор первого (29-й) раунда драфта 2023 года и выбор второго раунда драфта 2024 года от «Денвера», отдав выбор третьего раунда драфта 2024 года и права на главного тренера Шона Пейтона[21].
11. ↑  31 октября 2022 года «Питтсбург Стилерз» получили выбор второго (32-й) раунда драфта 2023 года от «Чикаго», отдав принимающего Чейза Клейпула[22].
12. 1 2 3 4  28 апреля 2023 года «Теннесси Тайтенс» получили выборы второго (33-й) и третьего (81-й) раундов драфта 2023 года от «Аризоны», отдав выборы второго (41-й) и третьего (72-й) раундов драфта 2023 года, и выбор третьего раунда драфта 2024 года[23].
13. ↑  28 апреля 2023 года «Лас-Вегас Рэйдерс» получили выбор второго (35-й) раунда драфта 2023 года от «Аризоны», отдав выборы второго (38-й) и пятого (141-й) раундов драфта 2023 года[24].
14. 1 2 3  28 апреля 2023 года «Атланта Фэлконс» получили выбор второго (38-й) раунда драфта 2023 года от «Индианаполиса», отдав выборы второго (44-й) и четвёртого (110-й) раундов драфта 2023 года[25].
15. 1 2  28 апреля 2023 года «Детройт Лайонс» получили выбор второго (45-й) раунда драфта 2023 года от «Грин-Бэй», отдав выборы второго (48-й) и пятого (159-й) раундов драфта 2023 года[26].
16. 1 2 3  28 апреля 2023 года «Тампа-Бэй Бакканирс» получили выбор второго (48-й) раунда драфта 2023 года от «Грин-Бэй», отдав выборы второго (50-й) и шестого (179-й) раундов драфта 2023 года[27].
17. 1 2  31 октября 2022 года «Чикаго Беарс» получили выборы второго (53-й) и пятого (148-й) раундов драфта 2023 года и лайнбекера Эл Джея Клайна от «Балтимора», отдав лайнбекера Рокуана Смита[28].
18. 1 2  28 апреля 2023 года «Канзас-Сити Чифс» получили выборы второго (55-й) и шестого (194-й) раундов драфта 2023 года от «Детройта», отдав выборы второго (63-й), четвёртого (122-й) и седьмого (249-й) раундов драфта 2023 года[29].
19. 1 2 3  28 апреля 2023 года «Чикаго Беарс» получили выбор второго (56-й) раунда драфта 2023 года от «Джэксонвилла», отдав выборы второго (61-й) и пятого (136-й) раундов драфта 2023 года[30].
20. 1 2 3  28 апреля 2023 года «Хьюстон Тексанс» получили выбор второго (62-й) раунда драфта 2023 года от «Филадельфии», отдав выборы третьего (65-й), шестого (188-й) и седьмого (230-й) раундов драфта 2023 года[31].
21. 1 2 3  28 апреля 2023 года «Денвер Бронкос» получили выборы второго (63-й) и шестого (183-й) раундов драфта 2023 года от «Детройта», отдав выборы третьего (68-й) и пятого (138-й) раундов драфта 2023 года[32].
22. 1 2  27 апреля 2023 года «Филадельфия Иглз» получили выбор третьего (66-й) раунда драфта 2023 года от «Аризоны», отдав выбор третьего (94-й) раунда драфта 2023 года и выбор пятого раунда драфта 2024 года[33].
23. ↑  29 апреля 2022 года «Денвер Бронкос» получили выбор пятого (179-й) раунда драфта 2022 года и выбор третьего (67-й) раунда драфта 2023 года от «Индианаполиса», отдав выбор третьего (96-й) раунда драфта 2022 года[34].
24. 1 2  28 апреля 2023 года «Хьюстон Тексанс» получили выбор третьего (69-й) раунда драфта 2023 года от «Лос-Анджелес Рэмс», отдав выборы третьего (73-й) и пятого (161-й) раундов драфта 2023 года[35].
25. 1 2 3  28 апреля 2023 года «Нью-Йорк Джайентс» получили выбор третьего (73-й) раунда драфта 2023 года от «Лос-Анджелес Рэмс», отдав выборы третьего (89-й) и четвёртого (128-й) раундов драфта 2023 года[36].
26. ↑  22 марта 2023 года «Кливленд Браунс» получили выбор третьего (74-й) раунда драфта 2023 года от «Нью-Йорк Джетс», отдав выбор второго (42-й) раунда драфта 2023 года и принимающего Элайджу Мура[37].
27. ↑  29 апреля 2022 года «Нью-Ингленд Пэтриотс» выбор четвёртого (137-й) раунда драфта 2022 года и выбор третьего (76-й) раунда драфта 2023 года от «Каролины», отдав выбор третьего (94-й) раунда драфта 2022 года[38].
28. ↑  14 марта 2023 года «Лос-Анджелес Рэмс» получили выбор третьего (77-й) раунда драфта 2023 года и тайт-энда Хантера Лонга от «Майами», отдав корнербека Джейлена Рэмзи[39].
29. ↑  18 марта 2022 года «Индианаполис Колтс» получили выборы второго (42-й) и третьего (73-й) раундов драфта 2022 года, выбор третьего (79-й) раунда драфта 2023 года и квотербека Карсона Венца от «Вашингтона», отдав выборы второго (47-й) и седьмого (240-й) раундов драфта 2022 года [40].
30. 1 2 3  28 апреля 2023 года «Каролина Пэнтерс» получили выбор третьего (80-й) раунда драфта 2023 года от «Питтсбурга», отдав выборы третьего (93-й) и четвёртого (132-й) раундов драфта 2023 года[41].
31. 1 2  28 апреля 2023 года «Денвер Бронкос» получили выбор третьего (83-й) раунда драфта 2023 года от «Сиэтла», отдав выборы четвёртого (108-й) раунда драфта 2023 года и выбор третьго раунда драфта 2024 года[42].
32. 1 2 3 4  28 апреля 2023 года «Сан-Франциско Форти Найнерс» получили выбор третьго (87-й) раунда драфта 2023 года от «Миннесоты», отдав выборы третьго (102-й), четвёртого (164-й) и седьмого (222-й) раундов драфта 2023 года[43].
33. 1 2 3  28 апреля 2023 года «Канзас-Сити Чифс» получили выбор третьего (92-й) раунда драфта 2023 года от «Цинциннати», отдав выборы третьего (95-й) и седьмого (217-й) раундов драфта 2023 года[44].
34. 1 2 3 4  28 апреля 2023 года «Детройт Лайонс» получили выбор третьего (96-й) раунда драфта 2023 года от «Аризоны», отдав выборы четвёртого (122-й) и пятого (139-й и 168-й) раундов драфта 2023 года[45].
35. ↑  Выбор получен в связи с назначением вице-президента клуба по футбольным операциям Квеси Адофо-Менсы на должность генерального менеджера клуба «Миннесота Вайкингс»[46].
36. ↑  Выбор получен в связи с назначением вице-президента клуба по игровому персоналу Мартина Мэйхью на должность генерального менеджера клуба «Вашингтон Коммандерс»[47].
37. ↑  Выбор получен в связи с назначением исполнительного директора по игровому персоналу Райана Поулса на должность генерального менеджера клуба «Чикаго Беарс»[48].
38. ↑  14 марта 2023 года «Лас-Вегас Рэйдерс» получили выбор третьго (100-й) раунда драфта 2023 года от «Нью-Йорк Джайентс», отдав тайт-энда Даррена Уоллера[49].
39. ↑  Выбор получен в связи с назначением координатора нападения команды Майка Макдэниела на должность главного тренера клуба «Майами Долфинс»[50].
40. ↑  Выбор получен в связи с назначением директора по игровому персоналу Рана Картона на должность генерального менеджера клуба «Теннесси Тайтенс»[51].
41. 1 2 3  29 апреля 2023 года «Нью-Орлеан Сэйнтс» получили выбор четвёртого (103-й) раунда драфта 2023 года от «Чикаго», отдав выборы четвёртого (115-й) и пятого (165-й) раундов драфта 2023 года[52].
42. 1 2 3  29 апреля 2023 года «Лас-Вегас Рэйдерс» получили выборы четвёртого (104-й) и шестого (203-й) раундов драфта 2023 года от «Хьюстона», отдав выборы четвёртого (109-й) и пятого (174-й) раундов драфта 2023 года[53].
43. ↑  29 апреля 2023 года «Филадельфия Иглз» получили выбор четвёртого (105-й) раунда драфта 2023 года от «Хьюстона», отдав выбор третьего раунда драфта 2024 года[54].
44. ↑  25 августа 2021 года «Нью-Ингленд Пэтриотс» получили выбор шестого (210-й) раунда драфта 2022 года и выбор четвёртого (107-й) раунда драфта 2023 года от «Лос-Анджелес Рэмс», отдав раннинбека Сони Мишела[55].
45. 1 2 3  29 апреля 2023 года «Нью-Ингленд Пэтриотс» получили выбор четвёртого (112-й) раунда драфта 2023 года от «Нью-Йорк Джетс», отдав выборы четвёртого (120-й) и шестого (184-й) раундов драфта 2023 года[56].
46. 1 2  29 апреля 2023 года «Канзас-Сити Чифс» получили выбор четвёртого (119-й) раунда драфта 2023 года от «Миннесоты», отдав выбор четвёртого (134-й) раунда драфта 2023 года и выбор пятого раунда драфта 2024 года[57].
47. ↑  30 апреля 2022 года «Джэксонвилл Джагуарс» получили выбор четвёртого (121-й) раунда драфта 2023 года от «Тампы-Бэй», отдав выборы пятого (157-й) и седьмого (235-й) раундов драфта 2022 года[58].
48. ↑  30 апреля 2022 года «Кливленд Браунс» получили выбор пятого (156-й) раунда драфта 2022 года и выбор четвёртого (126-й) раунда драфта 2023 года от «Миннесоты», отдав выбор четвёртого (118-й) раунда драфта 2022 года[59].
49. 1 2  29 апреля 2023 года «Нью-Орлеан Сэйнтс» получили выбор четвёртого (127-й) раунда драфта 2023 года от «Джэксонвилла», отдав выбор седьмого (227-й) раунда драфта 2023 года и выбор четвёртого раунда драфта 2024 года[60].
50. ↑  27 октября 2022 года «Чикаго Беарс» получили выбор четвёртого (133-й) раунда драфта 2023 года от «Филадельфии», отдав ди-энда Роберта Куинна[61].
51. 1 2 3  29 апреля 2023 года «Лас-Вегас Рэйдерс» получили выбор четвёртого (135-й) раунда драфта 2023 года от «Нью-Ингленда», отдав выборы пятого (144-й) и шестого (214-й) раундов драфта 2023 года[62].
52. 1 2  29 апреля 2023 года «Вашингтон Коммандерс» получили выбор пятого (137-й) раунда драфта 2023 года от «Баффало», отдав выборы пятого (150-й) и шестого (215-й) раундов драфта 2023 года[64].
53. ↑  30 апреля 2022 года «Кливленд Браунс» получили выбор пятого (140-й) раунда драфта 2023 года от «Лос-Анджелес Рэмс», отдав корнербека Троя Хилла[65].
54. 1 2 3  29 апреля 2023 года «Миннесота Вайкингс» получили выбор пятого (141-й) раунда драфта 2023 года от «Индианаполиса», отдав выборы пятого (158-й) и шестого (211-й) раундов драфта 2023 года[66].
55. ↑  3 сентября 2021 года «Сиэтл Сихокс» получили выбор пятого (151-й) раунда драфта 2023 года от «Питтсбурга», отдав корнербека Акелло Уизерспуна[67].
56. ↑  1 ноября 2022 года «Сан-Франциско Форти Найнерс» получили выбор пятого (155-й) раунда драфта 2023 года от «Майами», отдав раннинбека Джеффа Уилсона[68].
57. ↑  1 ноября 2022 года «Индианаполис Колтс» получили выбор пятого (162-й) раунда драфта 2023 года и раннинбека Зака Мосса от «Майами», отдав раннинбека Найхейма Хайнса[69].
58. 1 2 3  29 апреля 2023 года «Хьюстон Тексанс» получили выбор пятого (167-й) раунда драфта 2023 года от «Лос-Анджелес Рэмс», отдав выборы пятого (174-й) и седьмого (259-й) раундов драфта 2023 года[70].
59. 1 2 3  29 апреля 2023 года «Лас-Вегас Рэйдерс» получили выбор пятого (170-й) раунда драфта 2023 года от «Нью-Йорк Джетс», отдав выборы шестого (204-й) и седьмого (220-й) раундов драфта 2023 года[71].
60. 1 2  29 апреля 2023 года «Тампа-Бэй Бакканирс» получили выбор пятого (171-й) раунда драфта 2023 года от «Лос-Анджелес Рэмс», отдав выборы пятого (175-й) и седьмого (252-й) раундов драфта 2023 года[72].
61. ↑  14 марта 2023 года «Индианаполис Колтс» получили выбор пятого (176-й) раунда драфта 2023 года от «Далласа», отдав корнербека Стефона Гилмора[73].
62. ↑  29 апреля 2023 года «Даллас Каубойс» получили выбор шестого (178-й) раунда драфта 2023 года от «Канзас-Сити», отдав выбор пятого раунда драфта 2024 года[74].
63. 1 2  30 августа 2022 года «Тампа-Бэй Бакканирс» получили выбор шестого (181-й) раунда драфта 2023 года от «Индианаполиса», отдав выбор седьмого (236-й) раунда драфта 2023 года и лайнбекера Гранта Стюарда[75].
64. ↑  24 октября 2022 года «Джэксонвилл Джагуарс» получили выбор шестого (185-й) раунда драфта 2023 года от «Нью-Йорк Джетс», отдав раннинбека Джеймса Робинсона[76].
65. ↑  6 июня 2021 года «Теннесси Тайтенс» получили выбор шестого (186-й) раунда драфта 2023 года и принимающего Хулио Джонса от «Атланты», отдав выбор второго (58-й) раунда драфта 2022 года и выбор четвёртого (110-й) раунда драфта 2023 года[77].
66. ↑  6 октября 2021 года «Нью-Ингленд Пэтриотс» получили выбор шестого (187-й) раунда драфта 2023 года от «Каролины», отдав корнербека Стефона Гилмора[78].
67. ↑  19 марта 2022 года «Лос-Анджелес Рэмс» получили выбор шестого (189-й) раунда драфта 2023 года от «Теннесси», отдав принимающего Роберта Вудса[79].
68. ↑  29 апреля 2023 года «Тампа-Бэй Бакканирс» получили выбор шестого (191-й) раунда драфта 2023 года от «Филадельфии», отдав выбор пятого раунда драфта 2024 года[80].
69. 1 2  29 апреля 2023 года «Нью-Орлеан Сэйнтс» получили выбор шестого (195-й) раунда драфта 2023 года от «Денвера», отдав выбор седьмого (257-й) раунда драфта 2023 года и тайт-энда Адама Траутмана[81].
70. ↑  30 апреля 2022 года «Лос-Анджелес Чарджерс» получили выбор шестого (200-й) раунда драфта 2023 года от «Чикаго», отдав выборы седьмого (254-й и 255-й) раунда драфта 2022 года[82].
71. ↑  30 августа 2022 года «Хьюстон Тексанс» получили выбор шестого (201-й) раунда драфта 2023 года от «Миннесоты», отдав выбор седьмого (219-й) раунда драфта 2023 года и ди-тэкла Росса Блэклока[83].
72. 1 2  29 апреля 2023 года «Хьюстон Тексанс» получили выбор шестого (205-й) раунда драфта 2023 года от «Баффало», отдав выбор седьмого (230-й) раунда драфта 2023 года и выбор шестого раунда драфта 2024 года[84].
73. ↑  18 мая 2021 года «Джэксонвилл Джагуарс» получили выбор шестого (208-й) раунда драфта 2023 года и корнербека Джеймисона Хьюстона от «Филадельфии», отдав корнербека Джозайю Скотта[85].
74. ↑  27 октября 2022 года «Нью-Йорк Джайентс» получили выборы третьего (100-й) и шестого (209-й) раундов драфта 2023 года от «Канзас-Сити», отдав принимающего Кадариуса Тони[86].
75. 1 2  29 апреля 2023 года «Лос-Анджелес Рэмс» получили выбор шестого (215-й) раунда драфта 2023 года от «Баффало», отдав выбор седьмого (252-й) раунда драфта 2023 года и выбор шестого раунда драфта 2024 года[87].
76. 1 2  29 апреля 2023 года «Детройт Лайонс» получили выбор седьмого (219-й) раунда драфта 2023 года и выбор четвёртого раунда драфта 2025 года от «Филадельфии», отдав выбор седьмого (249-й) раунда драфта 2023 года и раннинбека Деандре Свифта[88].
77. ↑  13 мая 2022 года «Атланта Фэлконс» получили выбор седьмого (224-й) раунда драфта 2023 года и принимающего Брайана Эдвардса от «Лас-Вегаса», отдав выбор пятого (144-й) раунда драфта 2023 года[89].
78. ↑  30 августа 2022 года «Джэксонвилл Джагуарс» получили выбор седьмого (226-й) раунда драфта 2023 года и выбор шестого раунда драфта 2024 года от «Каролины», отдав принимающего Лависку Шено[90].
79. ↑  29 апреля 2023 года «Балтимор Рэйвенс» получили выбор седьмого (229-й) раунда драфта 2023 года от «Кливленда», отдав выбор шестого раунда драфта 2024 года[91].
80. ↑  12 мая 2022 года «Лас-Вегас Рэйдерс» получили выбор седьмого (231-й) раунда драфта 2023 года и квотербека Джарретта Стидема от «Нью-Ингленда», отдав выбор шестого (184-й) раунда драфта 2023 года[92].
81. 1 2  19 апреля 2023 года «Лос-Анджелес Рэмс» получили выбор седьмого (234-й) раунда драфта 2023 года от «Питтсбурга», отдав выбор седьмого (251-й) раунда драфта 2023 года и принимающего Аллена Робинсона[93].
82. ↑  31 августа 2021 года «Грин-Бэй Пэкерс» получили выбор седьмого (235-й) раунда драфта 2023 года и пантера Кори Бохоркеса от «Лос-Анджелес Рэмс», отдав выбор шестого (191-й) раунда драфта 2023 года[94].
83. ↑  30 августа 2022 года «Питтсбург Стилерз» получили выбор седьмого (241-й) раунда драфта 2023 года и лайнбекера Малика Рида от «Денвера», отдав выбор шестого (195-й) раунда драфта 2023 года[95].
84. ↑  25 августа 2022 года «Грин-Бэй Пэкерс» получили выбор седьмого (242-й) раунда драфта 2023 года от «Джэксонвилла», отдав лайнбекера Коула ван Лейнена[96].
85. ↑  13 марта 2023 года «Нью-Ингленд Пэтриотс» получили выбор седьмого (245-й) раунда драфта 2023 года от «Атланты», отдав тайт-энда Джонну Смита[97].
86. ↑  29 апреля 2023 года «Хьюстон Тексанс» получили выборы седьмого (230-й и 248-й) раунда драфта 2023 года от «Филадельфии», отдав выбор шестого (191-й) раунда драфта 2023 года[98].